# Interleucina 32
La interleucina 32 (IL-32) es una proteína que en los humanos está codificada en el gen de IL32. Este gen codifica un miembro de la familia de las citocinas. La proteína contiene un sitio de tirosina sulfatación, 3 sitios potenciales de N-miristoilación, múltiples sitios de fosforilación putativos, y una secuencia de células unión RGD. La expresión de esta proteína se incrementa después de la activación de las células T por mitógenos o la activación de las células NK por la IL-2.

## Historia
La interleucina-32 (IL-32) es una citoquina pro-inflamatoria descubierta recientemente, que desempeña un papel en la respuesta inmune innata y adaptativa. Se carece de homología de secuencia con ninguna familia de citoquinas conocidas actualmente. IL-32 se asocia con la inducción de respuestas inflamatorias mediante la activación de la p38MAPK, NF-kappa B y AP-1 vías de señalización.

## Funciones
Se ha implicado en trastornos inflamatorios, infecciones por Mycobacterium tuberculosis y la enfermedad inflamatoria del intestino, así como en algunas enfermedades autoinmunes, tales como artritis reumatoide, colitis ulcerosa y enfermedad de Crohn. Por otra parte, se ha informado de que la IL-32 tiene efectos pro-inflamatorios en las células mieloides y promueve la diferenciación de precursores de osteoclastos en las células multinucleadas que expresan  marcadores específicos de osteoclastos. En estudios recientes, la IL-32 también se ha encontrado para ser regulada durante las infecciones virales. Los niveles elevados de IL-32 fueron encontrados en sueros de pacientes infectados con el virus de influenza A,, virus de la hepatitis B (VHB),, el virus de la hepatitis C (VHC), virus del papiloma humano (VPH), y el virus de la inmunodeficiencia humana (VIH), lo que sugiere que la IL-32 podría jugar un papel importante en la defensa del huésped contra las infecciones virales.